# Cribrosphaeroides
Cribrosphaeroides, en ocasiones erróneamente denominado Cribrosphaerella, es un género de foraminífero bentónico de la subfamilia Parathurammininae, de la familia Parathuramminidae, de la superfamilia Parathuramminoidea, del suborden Fusulinina y del orden Fusulinida. Su especie tipo es Cribrosphaera simplex. Su rango cronoestratigráfico abarca el Devónico.

## Discusión
Algunas clasificaciones más recientes incluyen Cribrosphaeroides en el suborden Parathuramminina, del orden Parathuramminida, de la subclase Afusulinina y de la clase Fusulinata.

## Clasificación
Cribrosphaeroides incluye a las siguientes especies:
- Cribrosphaeroides beatus †
- Cribrosphaeroides enormis †
- Cribrosphaeroides grandiporus †
- Cribrosphaeroides incomptus †
- Cribrosphaeroides instabilis †
- Cribrosphaeroides irregularis †
- Cribrosphaeroides irregularis serotinus †
- Cribrosphaeroides multiformis †
- Cribrosphaeroides parasimplex †
- Cribrosphaeroides semicircularis †
- Cribrosphaeroides simplex †
- Cribrosphaeroides tschukalikensis †
- Cribrosphaeroides urmitanica †

En Cribrosphaeroides se han considerado los siguientes subgéneros:
- Cribrosphaeroides (Cribrohemisphaeroides), aceptado como género Cribrohemisphaeroides
- Cribrosphaeroides (Parphia), aceptado como género Parphia